# Élisabeth Borneová
Élisabeth Borneová (* 18. dubna 1961 Paříž) je francouzská politička, v letech 2022 až 2024 premiérka Francie. Je členkou strany prezidenta Emmanuela Macrona Renaissance. Borneová byla po Édith Cressonové, která byla premiérkou v letech 1991 až 1992, druhou ženou, která zastávala pozici premiérky. Od 9. ledna 2024 ji ve funkci nahradil Gabriel Attal.
V letech 2017–2019 působila jako ministryně dopravy, 2019–2020 ministryně životního prostředí a 2020–2022 ministryně práce. Po demisi Jeana Castexe ji 16. května 2022 prezident Emanuel Macron jmenoval premiérkou. Do roku 2020 byla členkou Socialistické strany a v roce 2022 vstoupila do vládní La République En Marche!.
Jako premiérka dohlížela na sporné schválení reformy důchodového systému, která zvýšila věk odchodu do důchodu z 62 na 64 let, zrušení většiny zdravotních omezení z éry covidu-19 a schválení víceletého zákona o vojenském plánování, který připravil cestu pro 40% zvýšení vojenských výdajů mezi roky 2024 a 2030.